# Arquillos
Arquillos es una localidad y municipio español de la provincia de Jaén, comunidad autónoma de Andalucía, situado en la comarca de El Condado. Cuenta con una población de 1685 habitantes (INE 2024). Su pedanía, El Porrosillo, está situada a seis kilómetros de distancia. 
Su actividad económica se basa principalmente en la agricultura y, de modo especial, en el cultivo del olivar. En la comarca de El Condado también se encuentran pastizales y dehesas dedicadas a la ganadería y a la caza menor.

## Reseña histórica
Los documentos más antiguos en los que se menciona la localidad de Arquillos datan de 1254, en los que Alfonso X el Sabio entregó la aldea a Baeza para que la protegiera y defendiera. Por otros documentos de la época, parece ser que tendría un origen islámico.
Conocida como Venta de los Arquillos, aparece citada en el Itinerario de los mas principales, y mejores caminos de España de 1576 de Alonso de Meneses para ir desde Valencia o Barcelona hasta Sevilla por camino en la ruta desde Almansa a Córdoba.
Por encargo de Carlos III, el intendente de Sevilla, Don Pablo de Olavide, emprende la colonización de Sierra Morena, de conformidad con el Fuero de la Nuevas Poblaciones de 1767. Dicha colonización contempló la creación de cuarenta y cuatro pueblos y once ciudades y, en ella, Arquillos es elegido para la localización de uno de los núcleos de población, al que quería llamarle Campomania, aunque finalmente no lo consiguió.
El territorio se ordenó de acuerdo a un plan preconcebido y los nuevos pueblos y aldeas fueron diseñados a priori siguiendo los patrones clasicistas que imperaban en la época. Uno de los lugares que mejor han mantenido este urbanismo es Arquillos: trazado en damero, regido por principios de simetría, uniformidad y orden, con un variado juego de plazas y con el centro cívico y religioso en el borde occidental, junto al cruce de caminos.
La feligresía, que comprendía la aldea de El Porrosillo pasa a depender de la Intendencia de Nuevas Poblaciones de Andalucía y Sierra Morena.
La iniciativa pretendía implantar una nueva organización social, de algún modo liberada de las restricciones jurisdiccionales del Antiguo Régimen.
Hasta la creación de la división provincial en 1833 se rigieron por fueros especiales que regulaba los aspectos de la vida económica y social de los colonos. A partir de entonces Arquillos pasó a depender de Santisteban del Puerto hasta que, en 1833, la reina Isabel II le concedió la independencia por haber entregado, diez años antes, al general Riego, símbolo del liberalismo revolucionario, refugiado allí en la última insurrección tras haber sido traicionado cuando luchaba contra las tropas francesas de los Cien Mil Hijos de San Luis.
La Acción de Arquillos
No debe entenderse este episodio como propiamente una batalla al uso, sino más bien como una refriega ocurrida dentro de una campaña desarrollada a lo largo de todo el frente de la Sierra Morena jiennense, en la que el ejército encargado de defender la entrada natural a Andalucía por Despeñaperros, al mando de los generales Aréizaga y Castejón, debió emprender la retirada ante la poderosa acometida francesa, comandada por uno de los más prestigiosos y afamados mariscales napoleónicos, como era Horace Sebastiani, y que concluyó ante las murallas de Cádiz, ciudad a la que sometió a duro sitio, después de tomar brillantemente las ciudades de Jaén, Granada, Córdoba y Sevilla.
De este modo, el 20 de enero de 1810, en una acción coordinada del ejército imperial francés, se desarticuló la línea defensiva española dispuesta entre el Puerto del Muradal y Santa Elena, cuando, a la altura de Las Correderas, las fuerzas españolas fueron sorprendidas por retaguardia por un genial avance de la caballería gala, disolviéndose aquellas apresuradamente, tanto que se perdieron 15 cañones y numerosos prisioneros. Mientras que por los cerros se refugiaban algunos soldados españoles, el resto se retiró hacia Arquillos, en dirección hacia Jaén, con la esperanza de ponerse a salvo ante la llegada de los enemigos. Diferentes acciones se precipitaron ese día por Sierra Morena, pero fue en la siguiente jornada cuando los restos de los defensores españoles que retrocedían desde Despeñaperros se encontraron en las inmediaciones de nuestro pueblo, cerca del Guadalimar, con el ejército de Sebastiani que había atravesado la sierra por la zona de Montizón.
Las fuerzas localizadas en Arquillos estaban al mando del general Castejón y se componían, fundamentalmente, de los restos del Regimiento de Málaga, conocido como el Fijo de Málaga, al mando del capitán Vicente Moreno Baptista, hombre de gran valor y coraje que, según indican las crónicas, logró salvar su vida junto con apenas unos pocos de sus subordinados y algunos mandos.
Fue esta acción de Arquillos, junto con los graves fallos en la planificación táctica de las batallas, como ya había ocurrido en Ocaña unos meses antes y que habían conducido al desastre al ejército hispano, lo que motivó al capitán Moreno a crear, bajo su mando, una “guerrilla” que se encaminó en cuanto le fue posible hacia su tierra natal malagueña. Desde las sierras circundantes a la capital, Vicente Moreno mantuvo un continuo hostigamiento a las tropas francesas hasta que, traicionado por un español a cambio de dinero, fue hecho preso y ejecutado en la ciudad de Granada el 10 de agosto de 1810.
Visita de Cristóbal Colón
El 3 de abril de 1493, Colón fue recibido en la ciudad de Barcelona por los Reyes Católicos, a los que informó sobre los descubrimientos realizados en el que fuera primer viaje a América (entonces llamada Las Indias, ya que aún no se tenía constancia de que se tratara de un nuevo continente). Fueron tan satisfactorias las noticias que se le encargó inmediatamente la realización de un segundo viaje (de un total de cuatro) con el fin de explorar de una forma más concienzuda los territorios descubiertos. De este modo, el 28 de mayo de ese año, partió el almirante de la ciudad condal camino de Sevilla, donde se harían los preparativos para la travesía que partiría desde el puerto de Cádiz.
Colón realizó esta ruta terrestre en compañía de 5 criados suyos y con la invitación por parte de los Reyes Católicos de pernoctar, de manera gratuita, en todas las posadas y ventas de buena calidad necesarias, según aparece en la “Real Cédula a los concejos, justicias, regidores, etc. de los reinos y señoríos de Castilla”, dictada en Barcelona el 26 de mayo de 1493. Se constata documentalmente como el 10 de junio está la comitiva en Santisteban del Puerto, el 11 en la Venta de los Arquillos y el 12 en Andújar. Por fin, el 20 de junio llega a Sevilla, donde Colón residirá hasta el día 17 de septiembre; llegaría dos días después a Cádiz, lugar desde el que partirá el 25 de septiembre al mando de un total de 17 navíos rumbo a Canarias. Una vez atravesado el océano Atlántico, el 25 de noviembre avistará las costas de la isla de Dominica y Marigalante. En los meses siguientes navegará por el Caribe y recorrerá las costas de Puerto Rico, La Española, Cuba o Jamaica, y colonizará distintas zonas. Será el 11 de junio de 1496, cuando la ciudad de Cádiz recibirá la buena nueva del regreso de la expedición.
Visita de Santa Teresa de Jesús
Su presencia en tierras del Santo Reino era requerida, pues tenía el encargo de fundar una comunidad de monjas en la villa de Beas de Segura y así lo hizo, acompañada del capellán Julián de Ávila. Este hecho se producirá en febrero de 1575. A los pocos días de estar en la localidad serrana, recibió una comunicación del Provincial de la orden carmelitana donde se le indicó la necesidad de realizar una nueva fundación en Andalucía, concretamente en la ciudad de Sevilla.
El 18 de mayo parte de Beas por el camino de El Condado en dirección a Linares. Como hecho curioso mencionaremos que los carros o cabalgaduras sobre los que se desplazaban eran para las hermanas como la prolongación del propio convento y así se disponía todo lo necesario para las distintas celebraciones diarias. Entrar y salir de los carros era algo de carácter solemne y se requería que se dispusiera de la necesaria capa blanca y velo negro sobre el rostro. Cuando avistaban una posada, los hombres que las acompañaban se adelantaban para prepararlo todo y ponerlo en condiciones para que nada más llegar se pasara directamente a las habitaciones.
Concluyen la jornada en Santisteban del Puerto y al día siguiente se encaminan hacia Linares. Hasta allí eran siete leguas y comentará Santa Teresa en su “Libro de las Fundaciones” sus impresiones sobre el paisaje “…de cerros e montes bajos e altos e tierras de panllevar, por el camino de la vía romana dejando a su izquierda como a cuatro tiros de ballesta, las Navas de S. Juan”. Así, sobre el mediodía se alojan en la Venta de los Arquillos, donde descansarán y repondrán fuerzas para proseguir el camino y, ya entrada la noche, llegar a la ciudad minera.

## Demografía
Cuenta con una población de 1685 habitantes (INE 2024).
| Gráfica de evolución demográfica de Arquillos entre 1842 y 2021                                                       |
| |
| Población de derecho según los censos de población del INE. Población de hecho según los censos de población del INE. |

## Economía

### Evolución de la deuda viva municipal
| Gráfica de evolución de Deuda viva del Ayuntamiento de Arquillos entre 2008 y 2019                                |
| |
| Deuda viva del Ayuntamiento de Arquillos en miles de Euros según datos del Ministerio de Hacienda y Ad. Públicas. |

## Administración y política

### Elecciones municipales
| Elecciones municipales desde 1979                      |      |      |      |      |      |      |      |      |      |      |      |      |
|                                                        | 1979 | 1983 | 1987 | 1991 | 1995 | 1999 | 2003 | 2007 | 2011 | 2015 | 2019 | 2023 |
| AP/PP                                                  | -    | 3    | 2    | 1    | 1    | 2    | 2    | 3    | 4    | 3    | 7    | 6    |
| PSOE                                                   | 6    | 5    | 5    | 8    | 7    | 6    | 6    | 5    | 2    | 2    | 2    | 3    |
| PCE/IU                                                 | 1    | 1    | 1    | -    | 1    | 1    | 1    | 1    | 0    | 2    | -    | -    |
| UCD                                                    | 4    | -    | -    | -    | -    | -    | -    | -    | -    | -    | -    | -    |
| AD                                                     | -    | -    | -    | -    | -    | -    | -    | -    | 3    | 2    | -    | -    |
| IND                                                    | -    | -    | 1    | -    | -    | -    | -    | -    | -    | -    | -    | -    |
| En negrilla el partido más votado                      |      |      |      |      |      |      |      |      |      |      |      |      |
| Fuente: Datos de las elecciones municipales desde 1979 |      |      |      |      |      |      |      |      |      |      |      |      |

### Alcaldía
| Periodo   | Nombre                          | Partido |
| --------- | ------------------------------- | ------- |
| 1979-1983 | Manuel García Vivo              | PSOE    |
| 1983-1987 | Manuel García Vivo              | PSOE    |
| 1987-1991 | Francisco Bayona Fernández      | PSOE    |
| 1991-1995 | Francisco Bayona Fernández      | PSOE    |
| 1995-1999 | Francisco Bayona Fernández      | PSOE    |
| 1999-2003 | Francisco Bayona Fernández      | PSOE    |
| 2003-2007 | Serafín Merino Pérez            | PSOE    |
| 2007-2011 | Serafín Merino Pérez            | PP      |
| 2011-2015 | Francisco José Solano Rodríguez | PP      |
| 2015-2019 | Miguel Ángel Manrique Peinado   | PP      |
| 2019-2023 | Miguel Ángel Manrique Peinado   | PP      |
| 2023-act. | Miguel Ángel Manrique Peinado   | PP      |

## Fiestas
- Fiestas en honor de San Antonio Abad, patrón del pueblo, desde el día 16 al día 18 de enero.
- Desde el año 2015 existe la Cofradía de Nuestro Padre Jesús Nazareno y la Santísima Virgen de los Dolores, que reactivaron la Semana Santa arquillera.
- El Miércoles Santo se celebra un Viacrucis por las calles y el Viernes Santo por la noche procesiona "el Nazareno" y "la Dolorosa".
- Fiestas de Santiago apóstol, el 25 de julio
- Festividad de la Inmaculada Concepción el día 8 de septiembre, Patrona de El Porrosillo.

## La tradición de la "renovación del voto"
La víspera de la festividad de san Antón, el día 16 de enero, y siguiendo una antiquísima tradición, el alcalde, postrado ante los pies del santo, hace la solemne promesa de que toda la población guardará ayuno y abstinencia para agradecerle su milagrosa intercesión en la epidemia de cólera del año 1885. 
Sólo "el pelotero", figura característica de esta fiesta que se dedica a danzar, correr y azotar suavemente la espalda de los participantes con un látigo en cuya punta se suspende una alpargata vieja, está libre de la penitencia. Este personaje, ataviado con un holgado pantalón blanco de lienzo y chaquetilla adornada con gruesas borlas rojas, representa al diablo que con tanta insistencia tentó al santo en el desierto.
Son característicos de estas fechas los sabrosos Pericones de San Antón.

## Patrimonio
Tanto Arquillos como El Porrosillo han conservado el trazado urbano del racionalimo ilustrado con calles más o menos rectilíneas, casas unifamiliares, de escasa altura dotadas de grandes patios y corrales para desempeñar la vida agraria y ganadera a la que suelen dedicarse sus vecinos.
El Porrosillo, a 6 km de distancia, se fundó al igual que Arquillos en el siglo XVIII; sus calles mantienen el trazado ortogonal de la época colonial y en ella destaca su ermita la iglesia de la Purísima Concepción que aún hoy sigue presidiendo la arteria central del pueblo.
En Arquillos destaca la iglesia de la Inmaculada Concepción construida en 1769, presenta una fachada típica de los poblados de colonización del siglo XVIII. Cuenta con una sencilla portada neoclásica coronada por frontón que estiliza al máximo sus líneas rectas. Sobre ella se alza una airosa espadaña que tiene la particularidad de articularse en dos cuerpos: en el inferior se abren dos huecos gemelos para voltear campanas, mientras que el cuerpo superior, con un solo hueco de campana, va perdiendo grosor para culminar en un frontón triangular, que a su vez, acoge una minúscula campana.
El elemento más visible de Arquillos se centra en la famosa Torre del reloj. Los postulados ilustrados marcaban una clara separación entre el poder eclesiástico y el civil. En este contexto se justificará la construcción de la Torre del Reloj. Su fisonomía es la de un edificio prismático, de planta cuadrada, dos cuerpos elevados sobre zócalo, siendo el primero de doble altura con respecto al segundo (dentro del cual se encuentra instalado el reloj propiamente dicho), separados por una moldura triple. El acceso al primer cuerpo es a través de un arco de medio punto enmarcado por dovelas almohadilladas. Igualmente, en este cuerpo se localizan cuatro saeteras dispuestas, cada una, en el centro de las fachadas. El segundo presenta, en los ángulos, pilastras dóricas. En la fachada principal, localizamos la esfera del reloj enmarcada con moldura circular y, en la opuesta, un ventanuco cuadrado. Remata la estructura una airosa cornisa con cubierta a cuatro aguas, sobre la que se yergue el campanario de hierro con cuatro columnas. Se corona el edificio con un chapitel y una veleta, ambos de chapa recortada. Este campanario y su reloj, fueron construidos en 1884 por los talleres de la relojería Canseco de Madrid.
Los relojes del denominado “Sistema Canseco”, disfrutaban de una enorme fama y prestigio. Disponía de varias sucursales y tiendas en Madrid; así, en la calle Mayor números 55, 57, 59, plaza del Ángel 10 o Mesón de Paredes 21. Fue su fundador Don Antonio Canseco y Escudero, natural de la localidad leonesa de Rabanal del Camino, nacido el 27 de junio de 1838. Muy poco se conoce de su formación como relojero. A la temprana edad de 20 años, obtuvo la patente n.º 2302 de “relojes de pared, torres y campanas”, con el nombre de "sistema Canseco". Esta patente le permitía el "Privilegio de Invención en España y Francia", gracias al cual pudo solventar la gran cantidad de encargos que recibió su empresa a lo largo y ancho del territorio español. La circunstancia de mencionar a Francia en su permiso de patente respondía a que Canseco importaba la maquinaria de la casa Morbier, que posteriormente adaptaba según las necesidades.
Hoy podemos presumir de conservar el reloj original, con su mecanismo en perfectas condiciones. En concreto, el de nuestra torre corresponde al “SISTEMA CANSECO Nº 5”, como figura en un relieve de la base del chasis de la estructura. Asimismo, en una cartela metálica en la parte superior reza lo siguiente: “CANSECO RELOJERO CONSTRUCCIÓN. Calle del Mesón de Paredes Nº 21 MADRID. Fábrica en MORBIER, France, 1884”. En una lista de precios de los diferentes modelos y encargos recibidos por la empresa aparece, entre otros, el suministrado a Arquillos. En concreto se indica la fecha de 23 de noviembre de 1884, como fecha de instalación, figurando un precio de venta de 3500 pesetas, de la época.
En el casco urbano merece la pena ver algunas casas como la Casa neogótica del siglo XIX, y la antigua Posada que es la única de España que tiene 365 pesebres, uno por cada día del año, situados en la plaza de Carlos III y la Casa del Comandante, lugar donde permaneció preso el general Rafael del Riego, en la plaza de la Inmaculada Concepción. Es lamentable la desaparición reciente de parte del Pósito y Molino del Rey, edificio singular dentro de la arquitectura industrial popular de la segunda mitad del siglo XVIII.

## Gastronomía
La cocina tradicional de Arquillos ha sabido hacer propias la peculiaridades de los guisos de la comarca destacando así los siguientes platos:
- Pericones
- Gachas tortas
- Ajoharina
- Lechepájaro
- Atascaburros
- Perdiz escabechada
- Potaje sanantonero o guiso de San Antón

Entre los dulces de la cocina de Arquillos son muy conocidos los pericones, comercializados como Pericones de San Antón, hechos de la misma masa que los roscos de baño blanco, herencia culinaria ésta que nos dejaron los moriscos por muchos lugares de Jaén. Otro postre típico de este municipio son los también llamados huevos moles cuyos ingredientes son leche, huevos, azúcar y canela.